# Príncipe Pío (métro de Madrid)
Principe Pío est une station de la ligne 6 et la ligne 10, et une station terminus de la ligne R, du métro de Madrid. Elle est située dans le district de Salamanca, à Madrid.

## Service des voyageurs

### Intermodalité
La station permet la connexion avec les lignes C-7 et C-10 des Cercanías.